# Cratere lunare

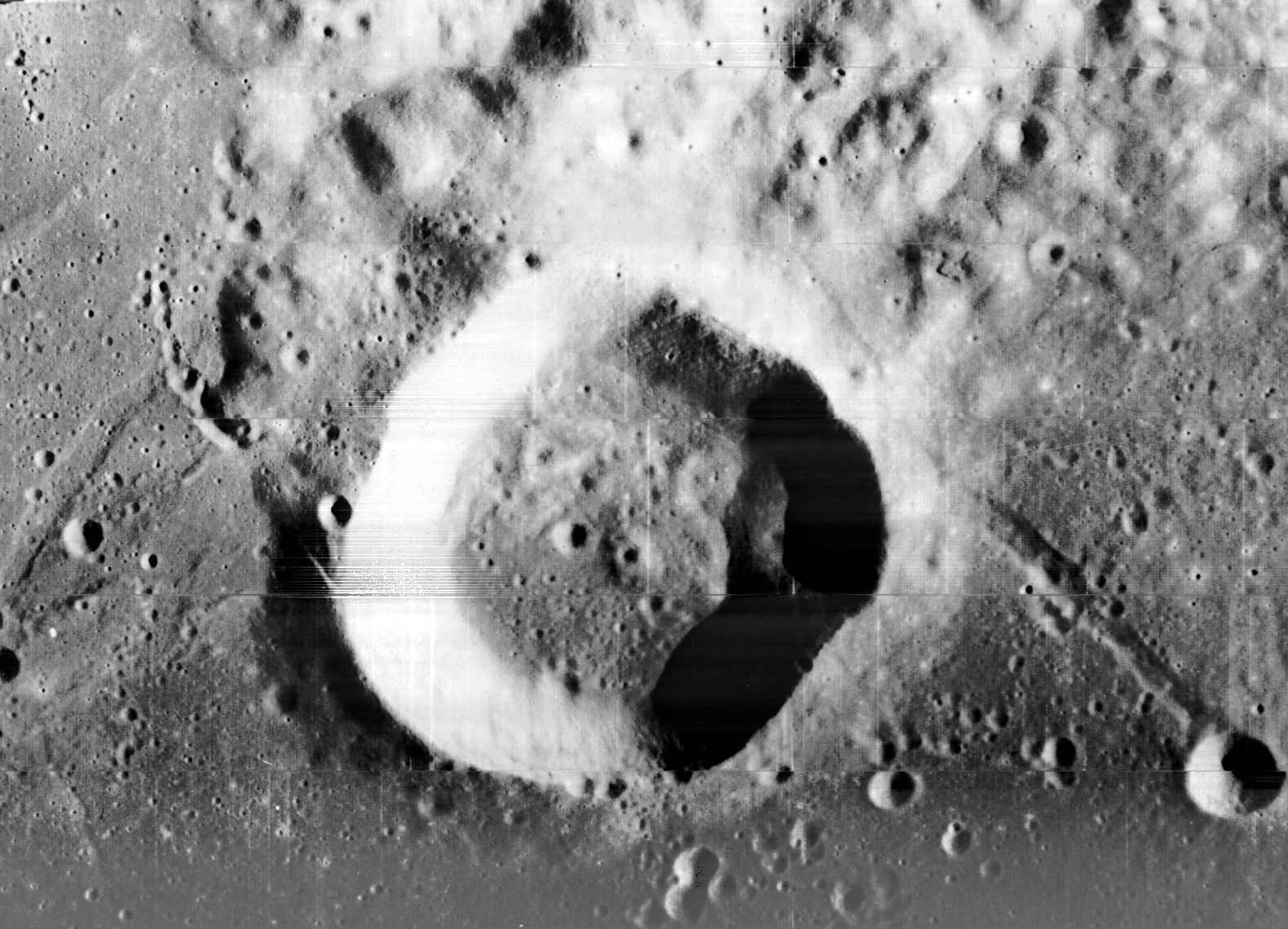
Craterul Webb, văzut de pe Lunar Orbiter 1. Numeroase alte mici cratere pot fi văzute în și în jurul craterului Webb.

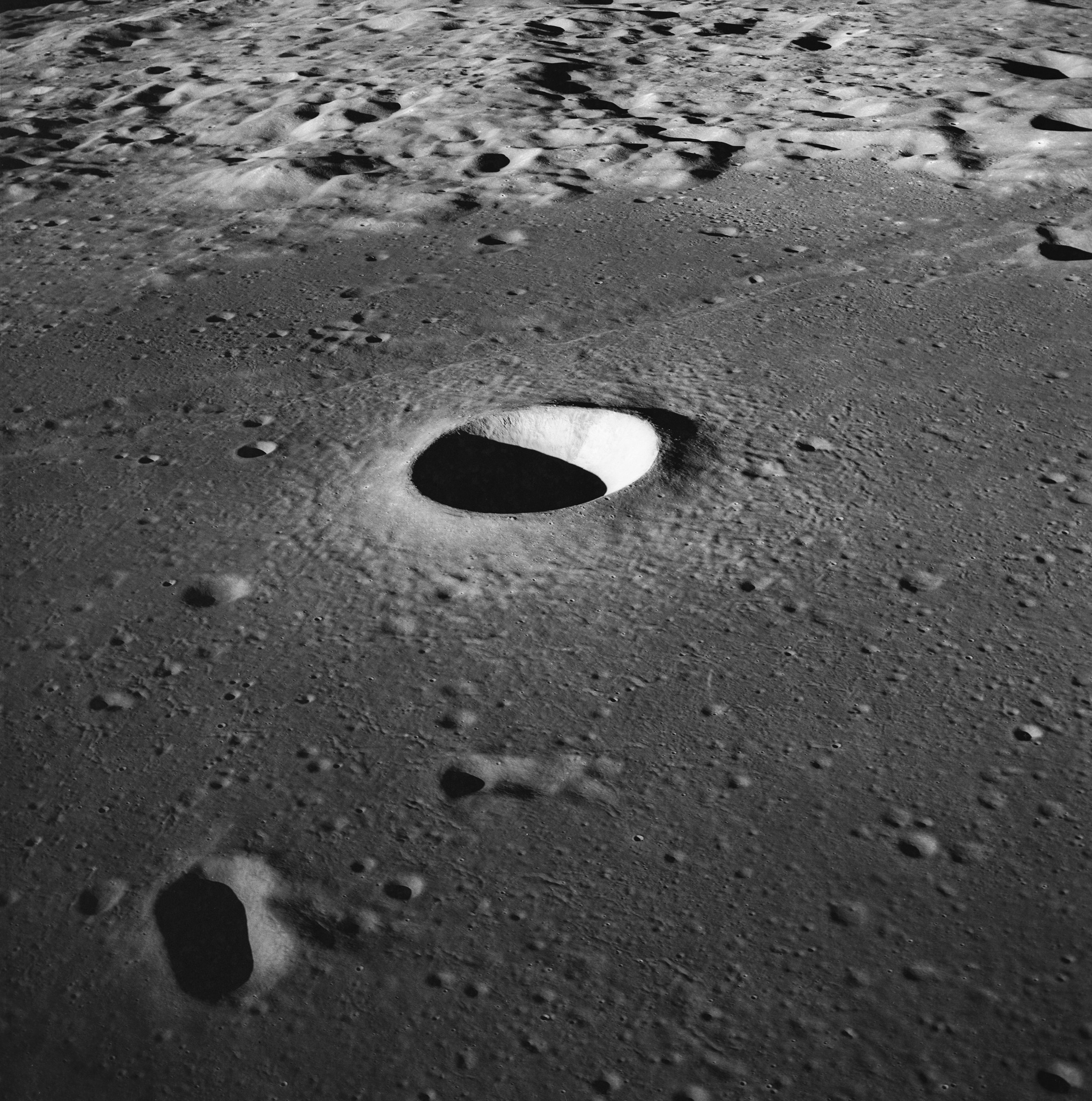
Vedere laterală a craterului Moltke luată de pe Apollo 11.

Craterele lunare desemnează craterele prezente pe Lună. Suprafața Lunii prezintă numeroase cratere, aproape toate formate prin impacturi.

## Istorie
...

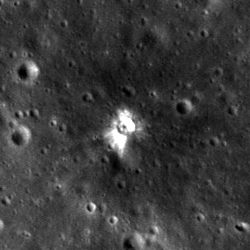
Cratere pe suprafața Lunii. Cel mai strălucitor s-a format la 17 martie 2013.

Sunt luate în considerare diferite mecanisme de formare a craterelor lunare, deși cea mai mare parte din cratere sunt cratere de impact
Formarea de noi cratere este studiată de un program de supraveghere a NASA. Astfel, la 17 martie 2013, un impact cauzat de un corp de circa 40 de kilograme a fost reperat în Mare Imbrium.
Potrivit Modelului de la Nisa, elaborat tocmai în urma analizei unor eșantioane lunare, cea mai mare parte din craterele actuale de pe Lună ar fi consecutive Marelui bombardament târziu survenit după mai multe milioane de ani de la formarea Sistemului Solar.

## Caracteristici
...
Din cauza lipsei apei, atmosferei și tectonicii plăcilor, eroziunea craterelor este lentă și cratere vechi de peste două miliarde de ani sunt identificabile.
Cele mai mici sunt formate de micrometeoriți și au talii microscopice.

## Localizarea principalelor cratere
Semnul roșu pe aceste imagini localizează principalele cratere de pe fața vizibilă a Lunii.

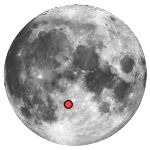
Albategnius
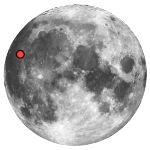
Aristarchus
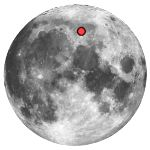
Aristoteles
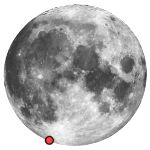
Bailly
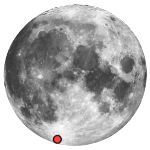
Clavius
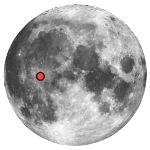
Copernicus
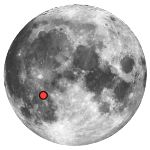
Fra Mauro
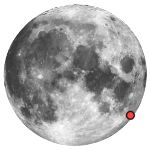
Humboldt
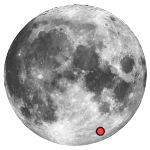
Janssen
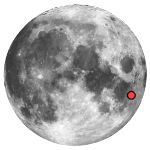
Langrenus
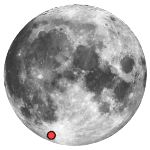
Longomontanus
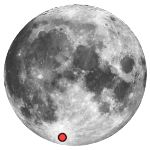
Maginus
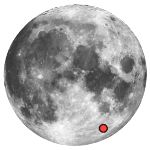
Metius
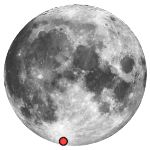
Moretus
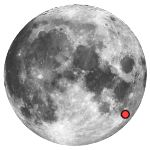
Petavius
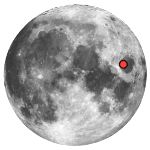
Picard
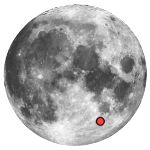
Piccolomini
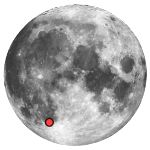
Pitatus
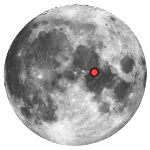
Plinius
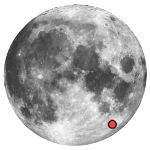
Rheita
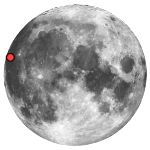
Russell
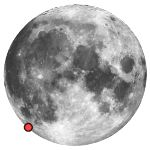
Schickard
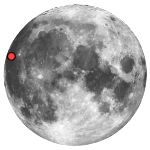
Seleucus
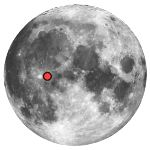
Stadius
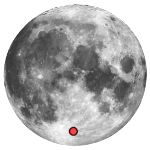
Stöfler
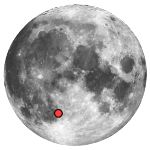
Thebit
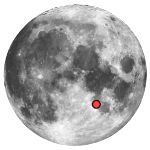
Theophilus
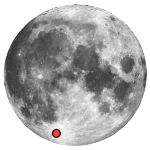
Tycho
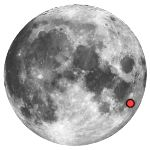
Vendelinus
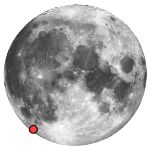
Wargentin